# Shergar
Shergar, född 3 mars 1978, var ett irländsktfött engelskt fullblod som tävlade mellan 1980 och 1981. Han tränades av Michael Stoute och reds av Walter Swinburn eller Lester Piggott. I februari 1983 kidnappades han mystiskt från stuteriet och återfanns aldrig.

## Härstamning
Shergar är efter hingsten Great Nephew och undan stoet Sharmeen efter Val de Loir. Han föddes upp på Ballymany Stud i Kildare på Irland, av sin ägare Aga Khan IV.

## Karriär
1979 skickades Shergar för träning hos Michael Stoute i Storbritannien. Shergar tävlingsdebuterade i september 1980 och gjorde endast två starter som tvååring, varav en förstaplats och en andraplats. Under treåringssäsongen 1981 gjorde han sex starter och tog fem segrar. Han segrade bland annat i Epsom Derby med tio längder, den största segermarginalen i loppets historia. Tre veckor senare segrade han i Irish Sweeps Derby med fyra längder, och vann en månad senare även King George VI and Queen Elizabeth Stakes med fyra längder. I Shergars sista lopp som treåring kom han på fjärde plats och Aga Khan tog beslutet att låta honom bli avelshingst på Ballymany Stud i County Kildare på Irland.

## Kidnappningen
Den 8 februari 1983 bröt sig tre beväpnade och maskerade män in hos Jim Fitzgerald som ansvarade för stuteriet. Männen tros ha varit del av en större grupp mellan sex och nio personer. En av männen sa till Fitzgerald "We have come for Shergar. We want £2 million for him." Fitzgerald sa i förhör att alla männen inte var våldsamma, trots att en av de beväpnade männen var väldigt aggressiv. Fitzgeralds familj låstes in i ett rum medan han under vapenhot leddes ut till hästens plats och tvingades lasta på honom på en transport.
Efter att hästtransporten kört iväg lades Fitzgerald ner på golvet i en van, med ansiktet täckt av en filt. Han kördes runt i fyra timmar innan han släpptes nära byn Kilcock, 32 kilometer från Ballymany. Han blev tillsagd att inte kontakta den irländska polisen Garda Síochána, utan vänta på att bli kontaktad av kidnapparna. Kidnapparna gav inga indikationer på vilka de var, fast en av männen pratade med nordirländsk dialekt, och en annan av männen verkade van att arbeta med hästar.

### Första kontakten med kidnapparna
Det första telefonsamtalet från kidnapparna kom samma natt som Shergar stals. Fitzgerald hade inte vid tidpunkten kommit tillbaka till stuteriet, och inte berättat för någon om kidnappningen. Samtalet ringdes till Jeremy Maxwell, en galopptränare i Nordirland. Kidnapparna begärde en lösensumma på 40 000 pund, något som senare höjdes till 52 000 pund. Maxwell blev tillsagd att förhandlingarna endast skulle skötas med tre brittiska sportjournalister, Derek Thompson och John Oaksey från ITV och Peter Campling från The Sun. Kidnapparna sades befinna sig på Europa Hotel i centrala Belfast på torsdag kväll; hotellet var känt som ett av de mest bombade i Europa, efter konflikten i Nordirland.
Då de tre journalisterna kom till hotellet blev de kontaktade via telefon. De skulle istället bege sig till Maxwells hus och invänta fler anvisningar. På polisens order bads Thompson att fortsätta samtalet så länge som möjligt, för att kunna spåra det. Samtalet varade i 80 sekunder, för kort tid för att kunna spåras. Fler samtal ringdes under kvällen, och ett av samtalen varade i över 90 sekunder, något som skulle räcka för att spåra samtalet. Mannen som spårade samtalen hade dock gått hem, då hans skift slutat vid midnatt. Ett annat samtal mottogs den 12 februari 1983, klockan 7 på morgonen, där kidnapparna sa att något gått fel, och att Shergar var död.

### Andra kontakten med kidnapparna
Den 9 februari 1983 kontaktades Ballymany Stud direkt av kidnapparna. Samtalet mottogs 16:05 och var mycket kort. Kidnapparna krävde nu 2 miljoner pund i lösensumma, och begärde ett franskt telefonnummer där fortsatta förhandlingar kunde ske. Förhandlingarna skedde över fyra dagar och ett flertal samtal. Fredagen den 11 februari 1983 krävdes det bevis för att Shergar fortfarande var vid liv, eftersom media spekulerat i att han var död. Kidnapparna sa att ett meddelande till "Johnny Logan" fanns på Crofton Hotel i Dublin. Delägaren Stan Cosgrove begav sig till hotellet, tillsammans med flera beväpnade poliser som arbetade under täckmantel. Inget meddelande mottogs, och Cosgrove åkte tillbaka hem och väntade på fortsatt kontakt. Kort därefter kontaktades han av kidnapparna, som var arga för att polisen varit närvarande, och hotade att döda både förhandlarna och polisen.
Lördagen den 12 februari 1983 ringde kidnapparna och sa att bevis på att Shergar var vid liv fanns på Rosnaree Hotel. Flera polaroidbilder på Shergar hittades, varav några tillsammans med ett exemplar av tidningen The Irish News, daterad 11 februari. Cosgrove såg bilderna och bekräftade att det var Shergar på bilderna, trots att bilderna inte var bevis nog för att hästen var vid liv.
I ett samtal till kidnapparna på kvällen den 12 februari 1983, förklarades att de inte var nöjda med bilderna, och att det behövdes mer bevis på att Shergar var vid liv. Kidnapparna vägrade att ge med sig, och avslutade samtalet och ringde aldrig igen.
Shergar återfanns aldrig.

## Statistik
Källor: 

### Starter
| # | Datum             | Lopp                                              | Bana               | Jockey          | Tid     | Distans                       | Plac. |
| - | ----------------- | ------------------------------------------------- | ------------------ | --------------- | ------- | ----------------------------- | ----- |
| 1 | 19 september 1980 | Kris Plate                                        | Newbury            | Lester Piggott  | 1:38.71 | 1 mile                        | 1     |
| 2 | 25 oktober 1980   | William Hill Futurity Stakes                      | Doncaster          | Lester Piggott  | 1:43.53 | 1 mile                        | 2     |
| 3 | 25 april 1981     | Guardian Newspaper Classic Trial                  | Sandown Park       | Walter Swinburn | 2:09.35 | 1 ⁄4 miles                    | 1     |
| 4 | 5 maj 1981        | Chester Vase                                      | Chester            | Walter Swinburn | 2:40.47 | 1 mile, 4 furlongs, 65 yards  | 1     |
| 5 | 3 juni 1981       | Derby Stakes                                      | Epsom              | Walter Swinburn | 2:44.21 | 1 ⁄2 miles                    | 1     |
| 6 | 27 juni 1981      | Irish Sweeps Derby                                | Curragh Racecourse | Lester Piggott  | 2:32.7  | 1 ⁄2 miles                    | 1     |
| 7 | 25 juli 1981      | King George VI and Queen Elizabeth Diamond Stakes | Ascot              | Walter Swinburn | 2:35.4  | 1 ⁄2 miles                    | 1     |
| 8 | 12 september 1981 | St Leger Stakes                                   | Doncaster          | Walter Swinburn | 3:11.6  | 1 mile, 6 furlongs, 127 yards | 4     |

### Statistik per år
| År     | Ålder  | Starter | Segrar | Insprunget (£) |
| ------ | ------ | ------- | ------ | -------------- |
| 1980   | 2      | 2       | 1      | 68,630         |
| 1981   | 3      | 6       | 5      | 371,566        |
| Totalt | Totalt | 8       | 6      | 440,196        |

## Stamtavla
| Efter Great Nephew | Honeyway      | Fairway         | Phalaris                 |
| Efter Great Nephew | Honeyway      | Fairway         | Scapa Flow               |
| Efter Great Nephew | Honeyway      | Honey Buzzard   | Papyrus                  |
| Efter Great Nephew | Honeyway      | Honey Buzzard   | Lady Peregrine           |
| Efter Great Nephew | Sybil's Niece | Admiral's Walk  | Hyperion                 |
| Efter Great Nephew | Sybil's Niece | Admiral's Walk  | Tabaris                  |
| Efter Great Nephew | Sybil's Niece | Sybil's Sister  | Nearco                   |
| Efter Great Nephew | Sybil's Niece | Sybil's Sister  | Sister Sarah             |
| Undan Sharmeen     | Val de Loir   | Vieux Manoir    | Brantôme                 |
| Undan Sharmeen     | Val de Loir   | Vieux Manoir    | Vielle Maison            |
| Undan Sharmeen     | Val de Loir   | Vali            | Sunny Boy                |
| Undan Sharmeen     | Val de Loir   | Vali            | Her Slipper              |
| Undan Sharmeen     | Nasreen       | Charlottesville | Prince Chevalier         |
| Undan Sharmeen     | Nasreen       | Charlottesville | Noorani                  |
| Undan Sharmeen     | Nasreen       | Ginetta         | Tulyar                   |
| Undan Sharmeen     | Nasreen       | Ginetta         | Diableretta (Family 9-c) |

## I populärkultur
Filmen Shergar, regisserad av Dennis C. Lewiston hade premiär 1999.